# Telepizza
Telepizza é uma empresa espanhola, com grande participação no mercado português.
Fundada em 1987, tornou-se líder na venda de pizzas em Espanha, sendo o segundo maior restaurante de fast-food naquele país, a seguir ao McDonald's.
Em Portugal, é líder na entrega de pizzas ao domicílio, produto que se caracteriza pela massa fresca, estendida em loja, no momento da ordem de confecção. O seu portefólio é ainda composto, entre outros produtos, por pastas, hambúrgueres, frango e wraps.
Para além das mais de 100 lojas existentes em Portugal, a Telepizza conta com uma loja on-line que é referência no mercado nacional.